# Anolis terueli
Anolis terueli är en ödleart som beskrevs av  Edmundo Navarro FERNANDEZ och GARRIDO 200. Anolis terueli ingår i släktet anolisar, och familjen Polychrotidae.
Artens utbredningsområde är Kuba. Inga underarter finns listade i Catalogue of Life.